# Tessa Parkinson
Tessa Parkinson (Perth, 22 settembre 1986) è una velista australiana.
Ha vinto una medaglia d'oro olimpica nella vela alle Olimpiadi 2008 tenutesi a Pechino, in particolare nella gara di 470 femminile, con Elise Rechichi.